# トルッタ (潜水艦)
|          |                                                                                      |
| 艦歴     |                                                                                      |
| 発注     |                                                                                      |
| 起工     | 1944年5月22日                                                                        |
| 進水     | 1944年8月18日                                                                        |
| 就役     | 1944年11月16日                                                                       |
| 退役     | 1972年7月1日                                                                         |
| 除籍     | 1972年7月1日                                                                         |
| その後   | トルコに売却後、1999年退役                                                           |
| 性能諸元 |                                                                                      |
| 排水量   | 1,570トン（水上） 2,416トン（水中）                                                  |
| 全長     | 311ft 8in                                                                            |
| 全幅     | 27ft 3in                                                                             |
| 吃水     | 15ft 5in                                                                             |
| 機関     | フェアバンクス＝モース 38D 8 1/8ディーゼルエンジン 4基 エリオット・モーター発電機2基 |
| 最大速   | 水上：20.25 ノット (37 km/h) 水中：8.75 ノット (16 km/h)                             |
| 航続距離 | 11,000カイリ（10ノット時） （19 km/h 時に 20,000 km）                                |
| 試験深度 | 400ft (120m)                                                                         |
| 巡航期間 | 潜航2ノット (4km/h) 時48時間、哨戒活動75日間                                         |
| 乗員     | 士官、兵員81名                                                                       |
| 兵装     | 5インチ砲1基、40ミリ機関砲、20ミリ機銃2基、50口径機銃2基 21インチ魚雷発射管10門      |

トルッタ (USS Trutta, SS-421) は、アメリカ海軍の潜水艦。テンチ級潜水艦の一隻。艦名はマスの一種であるブラウントラウトの学名(種小名)に因んで命名された。

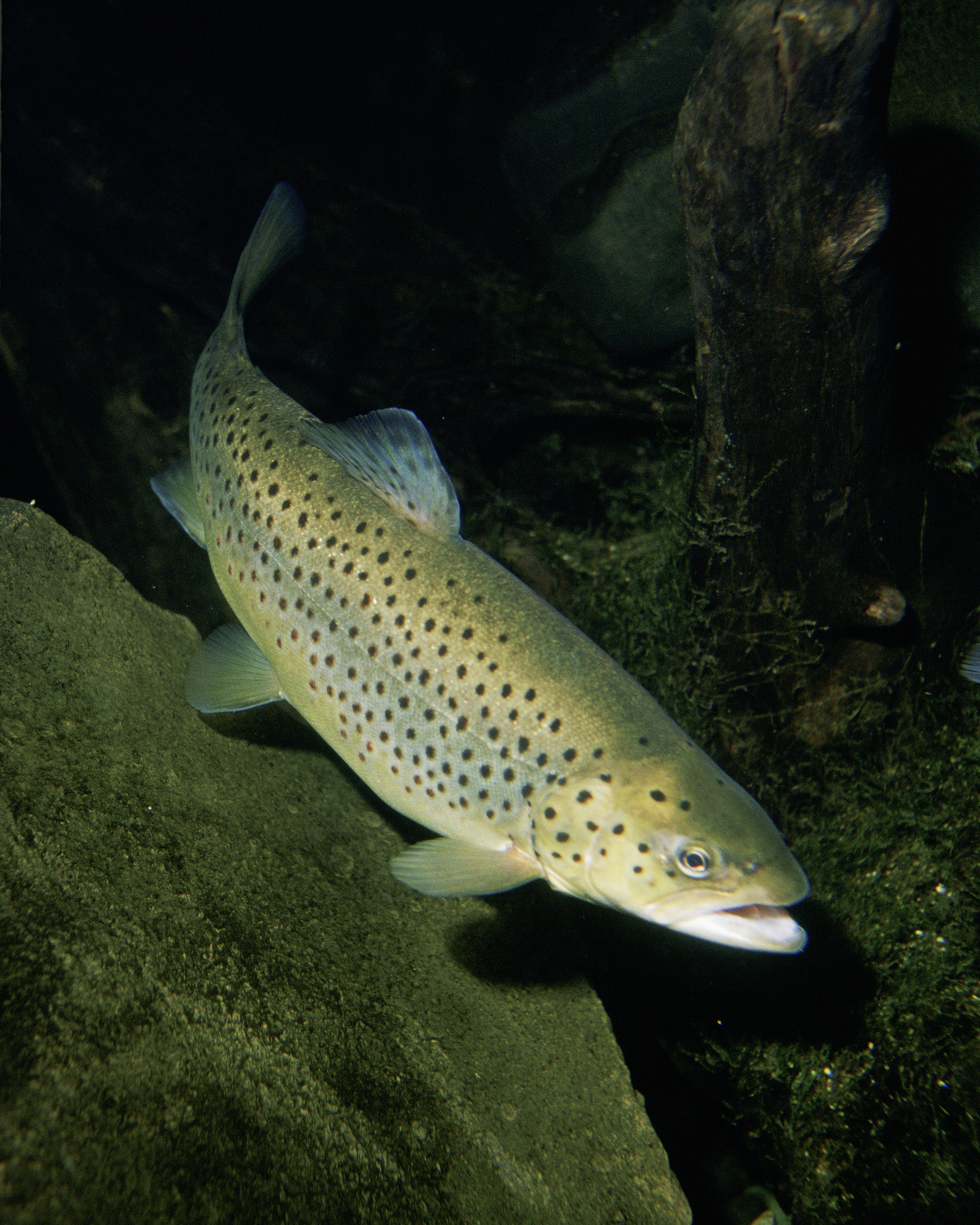
ブラウントラウト（学名Salmo trutta）

## 艦歴
トルッタは1944年5月22日にメイン州キタリーのポーツマス海軍造船所で起工した。当初はタイセイヨウイサキの通称に因みトムテート（Tomtate、しばしば Tomatate と誤って記述される）と命名される予定であったが、1942年9月24日にトルッタと改名される。1944年8月18日にエドワード・C・マグデバーガー夫人によって命名、進水し、1944年11月16日に艦長アーサー・C・スミス中佐（アナポリス1934年組）の指揮下就役する。
艤装および整調後、トルッタはポーツマスからニューロンドンでの海域において30日間の猛訓練を実施し、続いて南に向かいパナマ運河地帯を経由して1945年2月25日に真珠湾に到着し、さらなる訓練を行った。訓練の後トルッタはオアフ島からパーチー (USS Parche, SS-384) およびライオンフィッシュ (USS Lionfish, SS-298) と共に出航する。トルッタが指揮するウルフパックは3月30日にサイパン島に到着した。

### 第1の哨戒 1945年3月 - 5月
3月19日、トルッタは最初の哨戒でパーチー (USS Parche, SS-384) およびライオンフィッシュ (USS Lionfish, SS-298) とウルフパックを構成し東シナ海に向かった。ウルフパックの指揮はトルッタのスミス艦長が指揮を執った。3月30日にサイパン島に到着し、翌31日に出航。しかしながら海図に示された海峡でドラム缶につながれたケーブルに接触、スクリューを損傷し修理のためサイパン島への反転を強いられた。4月1日に到着後修理を行い、4月3日に再び出航して全速力で哨戒海域に向かった。
4月7日、トルッタは前日遅くに豊後水道から出撃した伊藤整一中将の日本艦隊を迎え撃つため進路を変更した。艦隊は戦艦大和を筆頭に南へ向かっていた。トルッタは全速力で航行したものの、日本艦隊が進路を変えたため接触することはなかった。しかしながらミッチャー中将率いる第58任務部隊の艦載機が大和、軽巡洋艦矢矧、駆逐艦浜風を沈め、日本艦隊は沖縄に達することはなかった。この坊ノ岬沖海戦の結果を受信した後、トルッタは敵機との接触を避け、また強風と第5艦隊（レイモンド・スプルーアンス大将）の大群を通り抜けて、4月9日に南方に向かった。南西諸島を経由して、4月11日の午後に東シナ海の哨戒海域に到着した。哨戒海域では上海から済州島にかけての航路を哨戒した。4月13日、トルッタは北緯32度08分 東経124度30分 / 北緯32.133度 東経124.500度の地点で日本の駆逐艦3隻を発見し追跡中に、海図にない機雷原を偶然通過していた。その後、駆逐艦は進路を変えトルッタから離れていった。
4月19日、トルッタは北緯37度52分 東経122度24分 / 北緯37.867度 東経122.400度の朝鮮半島西岸の大東湾入口を哨戒中に、砲撃により小型貨物船1隻を撃沈、もう1隻に損傷を与えた。4月22日には中国沿岸で敵水上機が2発の爆弾を投下、トルッタはかろうじて損害を回避した。3日後の真夜中直後、済州島西方を哨戒中に艦橋上の見張りは、魚雷が艦後方を通過したのを発見し驚く、トルッタは速度を上げ自艦の針路を魚雷の航跡と平行にし、別の魚雷が左舷を艦尾から艦首方向へ通過、トルッタが黄海におけるただ1隻の潜水艦ではなかったという不吉な合図を確認した。幸運にもトルッタはそれ以上日本軍潜水艦のサインを確認することはなく、4月26日まで哨戒を続けた後、グアムへ向かった。
4月27日の遅く、トルッタは琉球諸島北部の悪石島および宝島の間を通過中に日本軍機と接触する。それはトルッタが長時間の潜航を強いられることとなる先駆けであった。翌朝、空気およびバッテリーが低下し、もし状況が正午前までに改善しなければ、トルッタは浮上して決着を付けなければならないだろうというメッセージを送った。一時間少々後に、10機のアメリカ軍戦闘機が沖縄から飛来し、日本軍機を撃退した。友軍機の航空援護はトルッタがバッテリーを充電し艦内を換気するまで行われた。その後トルッタはマリアナ諸島に向かった。5月4日、トルッタは42日間の行動を終えてグアムアプラ港に帰投。修理後戦艦サウスダコタ (USS South Dakota, BB-57) と訓練を行った。また、艦長がフランツ・P・ホズキンス（アナポリス卒業年次不明）に代わった。

### 第2の哨戒 1945年6月 - 7月
6月2日、トルッタは2回目の哨戒でクイーンフィッシュ (USS Queenfish, SS-393) と共に日本近海、東シナ海、および黄海に向かった。哨戒海域に向かう途中台風に遭遇し、その後6月7日に救助配備任務に就く。その日、神戸を攻撃する空襲部隊の支援として救助任務に当たっていたトルッタは、撃墜されほぼ1週間をゴムボートで漂流し、前日には台風に遭遇したという陸軍飛行士を救助した。
日本本土の都市に対する空襲が激化すると共に、トルッタは九州南方での救助配備任務に従事し、そのかたわらで豊後水道沖での偵察および鳥島への写真撮影偵察を行い、同島の1マイルに接近した。その後、トルッタは6月21日に黄海と東シナ海を哨戒するウルフパック「ストリーツ・スウィーパーズ」に合流するため豊後水道に針路を向けた。トルッタは対馬海峡西方の哨戒を行ない、6月24日に平戸島に対する艦砲射撃を行った後西方に移動。朝鮮半島南西海岸沿いに哨戒を行った。7月1日、トルッタは北緯36度30分 東経125度50分 / 北緯36.500度 東経125.833度の地点で帆船を追跡後、スクーナーの一群を発見する。混乱を利用して好位置を取り、敵船が浅海に逃れるのを防ぎ、4時間の戦闘で3本および4本マストのスクーナー7隻を撃沈した。トルッタの乗組員は2隻に乗船して捜索を行い、スクーナーの乗組員を救命ボートに移乗させた後、残るスクーナーを沈めた。
7月6日、トルッタは北緯37度37分 東経125度04分 / 北緯37.617度 東経125.067度の大東湾南方入口を偵察中にトルッタは3隻のスクーナーを曳航するタグボートと遭遇する。トルッタは5インチ砲でタグボートとスクーナー2隻を撃沈し、1隻を炎上させた。2日後の7月8日にも新たなスクーナーを撃沈した。トルッタは朝鮮半島沿岸の偵察を続け、7月12日の午後に同海域を離れマリアナ諸島に向かった。7月18日、トルッタは46日間の行動を終えてアプラ港に帰投。潜水母艦フルトン (USS Fulton, AS-11) による修理を受けた。
その後、8月12日に3回目の哨戒に出撃したものの、哨戒海域に到着する前に終戦となり、トルッタの哨戒は中止された。8月24日、トルッタはミッドウェー島に帰投した。

### 戦後
8月26日、トルッタは帰路に就き、真珠湾とパナマ運河を経由して母国へ向かった。ニューオーリンズおよびその他の湾、東海岸の港を訪問した後、1946年1月初めにニューロンドンに到着、不活性化のため第6艦隊に合流した。1946年3月までにトルッタは予備役となる。その後1951年までニューロンドン予備役艦隊で保管され、1951年3月に再就役する。ニューロンドン沖での活動後、1952年5月4日に改修のためチャールストンで再び予備役となる。GUPPY IIA改修が行われたトルッタは1953年1月2日に再就役し、キーウェストを拠点とする第4潜水戦隊に配属された。
続く19年に渡ってトルッタはキーウェストを拠点として大西洋、カリブ海、メキシコ湾で活動した。この期間にトルッタは6度の地中海配備を経験した。トルッタは電子対抗策装備を含む新たな武器体系の評価試験を援助し、対潜水艦戦訓練の標的を演じ、海軍予備役兵を訓練し、艦隊演習に参加した。1959年8月1日、第12潜水戦隊へ転属直後にトルッタは2日間ゴムボートで漂流していた5人のキューバ難民を救助した。キーウェストを母港としてトルッタは1960年代まで任務を続け、しばしばアメリカおよび地中海の港への親善訪問を行い、多くの戦闘効率賞を受賞した。1969年11月にキーウェストに停泊、トルッタは最初の就役から25周年を祝った。
トルッタのアメリカ海軍での長い経歴は1972年に終了した。同年6月にトルッタはトルコ海軍の乗員を訓練し、7月1日に退役、同日トルコ海軍に貸与され、ジェルベ (TCG Cerbe, S 340) と改名された。トルッタはその日に除籍された。
ジェルベは1999年7月23日にGolcuk海軍工廠で退役した。現在ジェルベのセイル部分はトルコ海軍潜水艦乗組員の記念物として保存されている。
トルッタは第二次世界大戦の戦功で2個の従軍星章を受章した。